# Sezgin Tanrıkulu

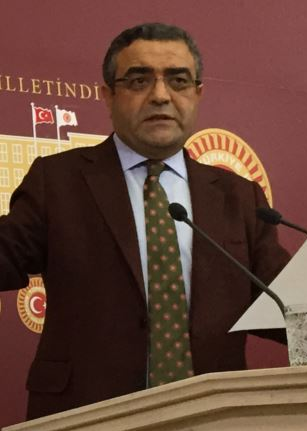
Sezgin Tanrıkulu

Mustafa Sezgin Tanrıkulu (* 27. Mai 1963 in Lice, Provinz Diyarbakır, Türkei) ist ein kurdischer Rechtsanwalt, Politiker und Menschenrechtler.

## Familie
Mustafa Sezgin Tanrıkulu wurde 1963 in der Kreisstadt Lice der Provinz Diyarbakır geboren. Sein Vater heißt mit Vornamen Fehmi und seine Mutter Sabahat. Er ist verheiratet mit Remziye Tanrıkulu und hat drei Kinder.

## Berufliche Karriere
Er studierte Jura an der Universität Istanbul. Am Institut für Sozialwissenschaften an der Dicle Universität in Diyarbakır absolvierte er ein Master-Studium in öffentliches Recht, bevor er an der Kultur Universität in Istanbul seinen Doktortitel mit der Arbeit Hukuk Devleti ve Etkili Başvuru Hakkı (Rechtsstaat und das Recht auf wirksame Beschwerde) erwarb. 1985 ließ er sich als Anwalt in Diyarbakır nieder. Nachdem er zwischen 1986 und 2002 dem Vorstand angehört hatte, wurde er zum Vorsitzenden der Anwaltskammer Diyarbakır gewählt. Diese Position hatte er bis 2008 inne.
Tanrıkulu war 1988 federführend an der Gründung der Zweigstelle Diyarbakır im Menschenrechtsverein (IHD) beteiligt. Er gehört zu den Gründern der Stiftung für Menschenrechte in der Türkei (TIHV), die seit 1990 besteht und war der Repräsentant der Vertretung in Diyarbakır, die 1998 gegründet wurde.

## Politische Karriere
Tanrıkulu wurde auf dem 15. ordentlichen Parteitag der CHP am 18. Dezember 2010 in das Parlament der Partei gewählt. Er zog bei den Parlamentswahlen 2011 als Abgeordneter der CHP für Istanbul ins Parlament (TBMM) ein und wurde danach stellvertretender Vorsitzender der CHP. Er wurde von einer Vorgängerin in diesem Amt, der CHP Abgeordneten von Uşak, Dilek Akagün Yılmaz, beschuldigt, ein “CIA Agent” zu sein, was zu einer Verwarnung von Yılmaz durch den Disziplinarausschuss der Partei führte.

## Werke und Aufsätze
- İnsan Hakları Avrupa Mahkemesi'ne Bireysel Başvuru için El Kitabı (Handbuch zur Individualbeschwerde beim Europäischen Gerichtshof für Menschenrechte), Seçkin Yayıncılık, Ankara 2009, ISBN 978-975-02-0451-7.
- Artikel bei der Heinrich-Böll Stiftung in Istanbul, Perspectives im Oktober 2012: Türkiye’nin Kürt sorunu politikası ve bölgedeki gelişmeler (Die Politik der Türkei in der Kurdenfrage und Entwicklungen im Gebiet,  Artikel in Türkisch und Artikel in Englisch)
- Devlet Kayıtlarında JİTEM – Ergenekon (Yasama – Yürütme – Yargı), Gencel Hukuk, März 2009, Nummer: 3/63.
- Bir Hakikat Komisyonu Olarak İnsan Hakları Avrupa Mahkemesi (Der Europäische Gerichtshof für Menschenrechte als Wahrheitskommission), veröffentlicht bei der Anwaltskammer Ankara
- İnsan Hakları Açısından Olağanüstü Hal’in Bilançosu (Bilanz des Ausnahmezustands aus Sicht der Menschenrechte)
- İham Kararlarında ve Türk Hukukunda Yaşam Hakkı (Das Recht auf Leben in Entscheidungen des Europäischen Gerichtshofs für Menschenrechte und dem türkischen Recht), veröffentlicht bei der Rechtsanwaltskammer der Türkei

## Auszeichnungen
Im Jahre 1997 erhielt er zusammen mit der türkischen Rechtsanwältin Şenal Saruhan den Robert F. Kennedy Preis.